# Cherry Willingham
Cherry Willingham – wieś w Anglii, w hrabstwie Lincolnshire, w dystrykcie West Lindsey. Leży 6 km na wschód od Lincoln i 194 km na północ od Londynu.
Miejscowość liczy 3600 mieszkańców.